# 秋田県道72号秋田北インター線
秋田県道72号秋田北インター線（あきたけんどう72ごう あきたきたインターせん）は、秋田県秋田市を通る県道（主要地方道）である。

## 概要
秋田自動車道 秋田北ICから秋田市郊外をほぼ南西方向に向かって伸び、JR東日本 奥羽本線を外旭川アンパスで交差し、終点の秋田県道56号秋田天王線（愛称・新国道、旧国道7号）に接続する。秋田市と秋田県北部を結ぶ秋田自動車道のアクセス道路として利用される。
起点から都市計画道路横山金足線との交差点までは水田地帯を通り、以後終点までは市街地を通る。

### 路線データ
- 総延長 : 4.279 km[3]
- 実延長 : 4.279 km[3]
- 起点 : 秋田県秋田市上新城中（秋田自動車道・秋田北IC）[4]
- 終点 : 秋田県秋田市外旭川字三千刈50番1（秋田県道56号秋田天王線交点、野村交差点）[4]
- 未供用区間 : なし[3]

## 歴史
- 1993年（平成5年） 5月11日 - 建設省から、県道上新城土崎港線の一部が秋田北インター線として主要地方道に指定される[5]。
- 1994年（平成6年）4月1日 - 主要地方道に指定された区間が秋田県道に認定される[4]。
- 1997年（平成9年）11月13日 - 秋田北ICが供用開始する。
- 2012年（平成24年）3月30日 - 県道233号の起点の位置を当県道の交点・秋田市外旭川八柳三丁目へ変更する[6]。

## 路線状況

### 重複区間
- 秋田自動車道：秋田北IC - 秋田市上新城中字南波掛

### 冬期閉鎖区間
- なし[7]

### 交通不能区間
- なし[8]

### 道路施設
- 秋田北IC - 秋田自動車道
- 外旭川アンパス[2] - JR東日本 奥羽本線との交差

## 地理

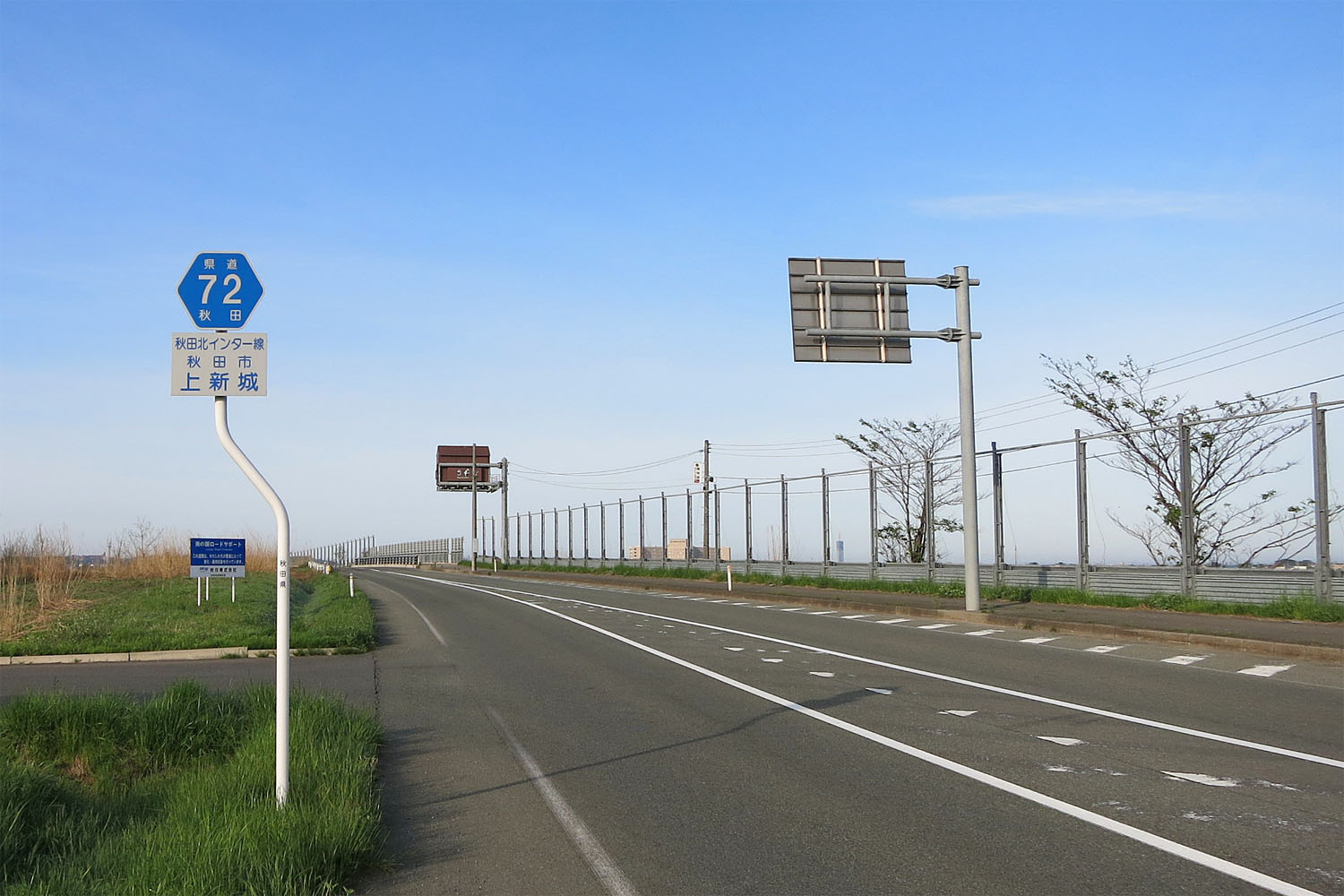
秋田市上新城・秋田北インター近くのローソン前から南南西方向

### 交差する道路
| 施設名                       | 接続路線名                                                 | 備考          | 所在地                                                      |
| ---------------------------- | ---------------------------------------------------------- | ------------- | ----------------------------------------------------------- |
| 秋田北IC                     | E7 秋田自動車道                                            | 起点          | 秋田市上新城中                                              |
|                              | 秋田自動車道 （秋田県道231号上新城土崎港線、市道経由600m） | 単独区間起点  | 秋田市上新城中字南波掛29番2                                 |
|                              | 都市計画道路横山金足線                                     |               | 秋田市外旭川字小谷地北緯39度45分14.31秒 東経140度5分47.75秒 |
| （外旭川アンパス北側交差点） | 秋田県道233号土崎港秋田線                                  | 県道233号起点 | 秋田市外旭川八柳三丁目北緯39度44分56.2秒 東経140度5分43.3秒 |
| 野村交差点                   | 秋田県道56号秋田天王線                                     | 終点          | 秋田市外旭川字三千刈                                        |

### 沿線の施設
- 秋田厚生医療センター（旧・秋田組合総合病院）
- 八橋油田の一部
- 秋田市中央卸売市場